# Pearson (przedsiębiorstwo)
Pearson plc – brytyjskie wydawnicze i edukacyjne przedsiębiorstwo międzynarodowe z siedzibą w Londynie, w Wielkiej Brytanii. Założone zostało w latach 40. XIX wieku jako firma branży budowlanej, ale w latach 20. XX wieku przedsiębiorstwo przekształcono w wydawnictwo.
Jest to największe na świecie przedsiębiorstwo edukacyjne, a także, m.in. w 2016 i 2017 roku, było największym na świecie wydawcą książek.
W 2013 roku Pearson połączył własne wydawnictwo Penguin Group z należącym do niemieckiego koncernu Bertelsmann wydawnictwem Random House. W 2015 roku właściciel przedsiębiorstwa ogłosił, że profil jego działalności zostanie skupiony na edukacji (global learning services company). Podstawową giełdą, na której notowane są akcje firmy Pearson jest London Stock Exchange; wchodzi też w skład indeksu FTSE 100. Spółka jest notowana równolegle (secondary listing) na New York Stock Exchange w formie papieru wartościowego American depositary receipt.